# توماس هود (سياسي)
توماس هود (بالإنجليزية: Thomas Hood)‏ هو قاضي وسياسي أمريكي، ولد في 28 سبتمبر 1816، وتوفي في 22 نوفمبر 1883. حزبياً، نشط في الحزب الجمهوري. وقد انتخب عضو مجلس ولاية ويسكونسن.